# D.velop
d.velop ist ein deutsches Unternehmen, das sich auf die Entwicklung von Lösungen für die Digitalisierung von Dokumenten- und Geschäftsprozessen spezialisiert hat.

## Geschichte
Das Unternehmen d.velop wurde ursprünglich 1992 als Ingenieurgesellschaft Pliete und Gukelberger I.P.G. GbR. gegründet. Das erste Produkt war damals die Dokumenten-/Workflow-Management-Lösung "d.3ecm". Der Name d.velop wurde erstmals im Oktober 1996 verwendet.
Die Aktiengesellschaft d.velop AG wurde am 1. Januar 2000 gegründet, diese entstand aus der Verschmelzung der zwei Firmen d.velop EDV-Systemlösungen-Verwaltungs-GmbH und d.velop EDV-Systemlösungen GmbH & Co. KG.
Im Laufe der Geschichte der d.velop AG gab es mehrere Tochterfirmen, die inzwischen mit dem eigentlichen Konzern verschmolzen wurde. So wurden im Jahr 2021 die Tochterfirmen d.velop digital solutions GmbH, d.velop solutions for documents GmbH und d.velop public sector GmbH in die d.velop AG integriert. Bei der d.velop public sector GmbH handelte es sich bis 2021 um die Firma codia Software GmbH, die im Jahr 2018 mehrheitlich durch die d.velop AG übernommen wurden. Das Unternehmen codia war dabei vor allem im Bereich der öffentlichen Verwaltung tätig.

## Struktur
Die d.velop AG ist eine nicht börsennotierte Aktiengesellschaft, die zur d.velop holding GmbH gehört.

## Produkte
Der Schwerpunkt der angebotenen Produkte von d.velop liegt im Bereich des Dokumenten- und Prozessmanagements. So wird im Bereich des Dokumentenmanagements das Produkt d.velop documents angeboten. Weitere Produkte sind beispielsweise das d.velop process studio für das Prozessmanagement oder Produkte zur digitalen Rechnungsbearbeitung.